# Grzęska (przystanek kolejowy)
Grzęska – przystanek kolejowy w Grzęsce, w województwie podkarpackim, w Polsce.

## Ruch pasażerski
| Rok  | Wymiana pasażerska na dobę |
| ---- | -------------------------- |
| 2017 | 100-149                    |
| 2022 | 100-149                    |